# Paramystaria variabilis
Paramystaria variabilis är en spindelart som beskrevs av Roger de Lessert 1919. Paramystaria variabilis ingår i släktet Paramystaria och familjen krabbspindlar.

## Underarter
Arten delas in i följande underarter:
- P. v. delesserti
- P. v. occidentalis